# Titularbistum Vannida
Vannida war eine antike Stadt in der römischen Provinz Mauretania Caesariensis im heutigen nördlichen Algerien.
Vannida ist ein ehemaliges Bistum der römisch-katholischen Kirche und heute ein Titularbistum.
| Nr. | Name                                                    | Amt                                                              | von                | bis               |
| --- | ------------------------------------------------------- | ---------------------------------------------------------------- | ------------------ | ----------------- |
| 1   | Luigi Maverna                                           | Weihbischof in Luni o La Spezia, Sarzana e Brugnato (Italien)    | 15. September 1965 | 9. September 1971 |
| 2   | Celso N. Guevarra                                       | Weihbischof in San Fernando (Philippinen)                        | 20. Juni 1972      | 4. Juni 1975      |
| 3   | Luigi Bommarito                                         | Weihbischof in Agrigent (Italien)                                | 18. März 1976      | 2. Mai 1980       |
| 4   | Alessandro Plotti                                       | Weihbischof in Rom (Italien)                                     | 23. Dezember 1980  | 7. Juni 1986      |
| 5   | Antonio Bianchin                                        | Generalassessor der Azione Cattolica (Italien)                   | 10. März 1987      | 22. Januar 1991   |
| 6   | Félix del Blanco Prieto Titularerzbischof pro illa vice | vatikanischer Diplomat und ab dem 28. Juli 2007 Kurienerzbischof | 31. Mai 1991       | 10. April 2021    |
| 7   | Kryspin Dubiel Titularerzbischof pro hac vice           | Apostolischer Nuntius                                            | 1. Juli 2024       |                   |